# Viticulture en Thaïlande
La viticulture en Thaïlande est une activité marginale dans l'économie du pays s'étendant sur moins de 4 000 hectares , soit une part infime de la superficie du vignoble national (en comparaison la France en compte 792 000 ha). La viticulture se retrouve sur trois régions du territoire thaïlandais variant de 110 à 530 mètres d'altitude : Prachuap Khiri Khan (Hua Hin) et Pattaya dans le centre du pays et Khao Yai dans le nord.

## Histoire
Le vin a été introduit en Thaïlande par les Français dans la seconde moitié du XVIIe siècle . Cependant, il a fallu attendre les années 1950 grâce à un projet royal, pour que la culture et la production vinicole se développe dans le pays. Ce n'est qu'en 1995, que le premier vin thaïlandais, le Château de Loei fondé par Chaijudh Karnasuta est vendu dans le pays. C’est aussi le premier vin du pays à être exporté tant en Europe qu'au Japon.
En 2004, l'Association des vins thaïlandais (Thai Wine Association) est créée afin de promouvoir la qualité des vins produits à partir de raisins locaux.

## Cépages cultivés
Le pays compte qu’une douzaine de cépages utilisés en production : Chenin Blanc, Colombard, Malaga Blanc et Viognier sur les cépages de blanc et Black Queen & Pokdum, Cabernet Sauvignon, Dornfelder, Grenache, Pinot Noir, Sangiovese, Shiraz/Syrah et Tempranillo sur les rouges. [réf. nécessaire]

## Régions viticoles

### Prachuap Khiri Khan
Prachuap Khiri Khan est l'une des plus grandes zones de viticulture du pays avec plus de 200 hectares de vignes.

## La production
En 2014, la Thaïlande est en queue du peloton
des pays producteurs de vin, avec une part de marché infime de la production mondiale, ne dépassant à peine les 12 millions de litres. Le pays produit majoritairement des vins rouges, ainsi que quelques vins blancs. Il produit également une faible quantité de vins mousseux. [réf. nécessaire]

## Consommation par thaïlandais
La consommation de vin connaît une forte augmentation au niveau national, mais se fait au détriment de vins locaux. En effet, la production étant limitée par la surface de son vignoble et dont une partie est exportée (8,22 millions de litres en 2014) est ne représente qu’une faible part de la consommation nationale. De plus, le prix est aussi un frein à la consommation et sont donc plutôt destinés aux touristes ou à l’exportation [réf. nécessaire].

### Internet
- (fr) Association des producteurs de vin thaïlandais

### Vidéo
- [vidéo] « Thaïlande : le vignoble des tropiques » sur Arte, 2019, 27 min.